# Чемпионат России по русским шашкам среди мужчин 2012
Чемпионат России по русским шашкам среди мужчин 2012 года прошёл в Адлере с 24 сентября по 9 октября в классическом формате, а также в форматах быстрые шашки и блиц.

## Регламент
1-й этап чемпионата проводился по швейцарской системе в 9 туров. Жеребьёвка первых двух туров производилась согласно рейтингам участников. В каждом туре между соперниками играются микроматчи из четырёх партий. Перед первой и третьей партиями микроматча проводилась жеребьёвка начальных ходов по таблице. Контроль времени — 40 минут на партию + 10 секунд на ход. 
Участники, занявшие места с 1 по 16, получали право участия во 2-м этапе. На 2-м этапе спортсмены играли микроматч из 2 партий с жеребьёвкой начальных ходов и позиций для определения мест с 1 по 16. Контроль времени на этом этапе — 45 минут плюс 30 секунд на каждый сделанный ход. В случае ничейного результата микроматча игрался дополнительный микроматч из двух партий с контролем времени 8 минут до конца партии плюс 5 секунд на каждый сделанный ход. При ничейном результате дополнительного микроматча  победителем данной пары участников становился спортсмен, выигравшей микроматч в предыдущем туре сетки второго этапа.
Участники занявшие в первом этапе место ниже 16 разыгрывали места в турнире в 10 и 11 турах по системе микроматчей из 4-х партий с жеребьёвкой начальных ходов.

## Результаты

### Классические
Приняли участие 62 спортсмена.
| Место | Участник               | Звание                     | Рейтинг |
| ----- | ---------------------- | -------------------------- | ------- |
| 1     | Гаврил Колесов         | международный гроссмейстер | 2777    |
| 2     | Олег Дашков            | международный гроссмейстер | 2805    |
| 3     | Мажит Саршаев          | международный мастер       | 2641    |
| 4     | Владимир Скрабов       | международный гроссмейстер | 2743    |
| 5     | Михаил Горюнов         | международный гроссмейстер | 2696    |
| 6     | Сергей Архипов         | мастер спорта              | 2667    |
| 7     | Убуша Ангряев          | мастер спорта              | 2692    |
| 8     | Антон Созинов          | гроссмейстер               | 2708    |
| 9     | Владимир Плаудин       | мастер спорта              | 2561    |
| 10    | Николай Макаров        | гроссмейстер               | 2685    |
| 11    | Иван Павлов            | кмс                        | 2350    |
| 12    | Артём Горбатюк         | гроссмейстер               | 2682    |
| 13    | Аркадий Беликов        | мастер спорта              | 2630    |
| 14    | Игорь Павлов           | мастер спорта              | 2647    |
| 15    | Константин Ковалевский | мастер спорта              | 2536    |
| 16    | Сергей Батулов         | мастер спорта              | 2587    |

### Быстрые шашки
Приняли участие 64 спортсмена.
Первые 10 спортсменов
| Место | Участник               | Звание                     | Рейтинг |
| ----- | ---------------------- | -------------------------- | ------- |
| 1     | Гаврил Колесов         | международный гроссмейстер | 2777    |
| 2     | Мажит Саршаев          | международный мастер       | 2641    |
| 3     | Олег Дашков            | международный гроссмейстер | 2805    |
| 4     | Константин Ковалевский | мастер спорта              | 2536    |
| 5     | Николай Макаров        | гроссмейстер               | 2685    |
| 6     | Андрей Кригер          | мастер спорта              | 2574    |
| 7     | Аркадий Беликов        | мастер спорта              | 2630    |
| 8     | Владимир Скрабов       | международный гроссмейстер | 2743    |
| 9     | Сергей Батулов         | мастер спорта              | 2587    |
| 10    | Михаил Горюнов         | международный гроссмейстер | 2696    |

### Блиц
Приняли участие 65 спортсменов.
Первые 10 спортсменов
| Место | Участник           | Звание                     | Рейтинг |
| ----- | ------------------ | -------------------------- | ------- |
| 1     | Гаврил Колесов     | международный гроссмейстер | 2777    |
| 2     | Владимир Скрабов   | международный гроссмейстер | 2743    |
| 3     | Мажит Саршаев      | международный мастер       | 2641    |
| 4     | Олег Дашков        | международный гроссмейстер | 2805    |
| 5     | Убуша Ангряев      | мастер спорта              | 2692    |
| 6     | Сергей Батулов     | мастер спорта              | 2587    |
| 7     | Антон Созинов      | гроссмейстер               | 2708    |
| 8     | Андрей Кригер      | мастер спорта              | 2574    |
| 9     | Михаил Горюнов     | международный гроссмейстер | 2696    |
| 10    | Николай Гермогенов | кмс                        | 2514    |